# مخطط غاون للموسيقى
مخطط غاون للموسيقى هو جدول يبين شعبية النسبية من الأغاني أو الألبومات في كوريا الجنوبية بشكل أسبوعي. يتم تصنيفها من قبل جمعية صناعة المحتوى كوريا الموسيقى وبرعاية وزارة كوريا الجنوبية الثقافة والرياضة والسياحة، وذلك بهدف إنشاء مخطط أغاني لكوريا الجنوبية على غرار قوائم بيلبورد في الولايات المتحدة وقوائم أوريكون في اليابان.